# Pellacalyx parkinsonii
Pellacalyx parkinsonii är en tvåhjärtbladig växtart som beskrevs av C. F. C. Fischer. Pellacalyx parkinsonii ingår i släktet Pellacalyx, och familjen Rhizophoraceae. Inga underarter finns listade i Catalogue of Life.